# Ausleben
Ausleben – gmina w Niemczech, w kraju związkowym Saksonia-Anhalt, w powiecie Börde, wchodzi w skład gminy związkowej Westliche Börde.